# کو یانگ هیانگ
کو یانگ هیانگ (انگلیسی: Cho Yong-hyung؛ زادهٔ ۳ نوامبر ۱۹۸۳) یک بازیکن فوتبال اهل کره جنوبی است.
وی همچنین در تیم‌های ملی فوتبال کره جنوبی کره جنوبی کره جنوبی بازی کرده‌است.